# Брезница под Лубником
Брезница под Лубником (словен. Breznica pod Lubnikom) је насељено место у општини Шкофја Лока, Горењска регија, Словенија.

## Историја
До територијалне реорганизације у Словенији била је у саставу старе општине Шкофја Лока.

## Становништво
У попису становништва из 2011. године, Брезница под Лубником је имала 53 становника.
| Број становника према пописима | Број становника према пописима | Број становника према пописима |
| ------------------------------ | ------------------------------ | ------------------------------ |
| 1991                           | 2002                           | 2011                           |
| 34                             | 42                             | 53                             |

Напомена: До 1953. исказивано под именом Брезница.

## Галерија
- засеок Поточник
- засеок При Нацету
- засеок Залубникар